# NKT A/S
NKT A/S (NASDAQ OMX: NKT), oprindeligt Nordiske Kabel- og Traadfabriker A/S og tidligere NKT Holding A/S, er et industrielt holdingselskab inden for energikabler og optiske komponenter, lasere og krystalfibre.
Selskabet har været børsnoteret siden 1898 og aktien handles på Nasdaq Copenhagen.
NKT A/S opererer i to primære forretningsområder:
- NKT - energi- og strømkabler
- NKT Photonics - optiske lasere

Fra 1989 til 2017 ejede NKT A/S Nilfisk, der producerer rengøringsmaskiner til både det private og professionelle marked. Den 12. oktober 2017 blev Nilfisk selvstændigt børsnoteret på Nasdaq OMX Copenhagen.

## Historie
NKT omfattede følgende tre virksomheder: Kabelværket på Frederiksberg, Valseværket i Sundbyøster på Amager og Traadværket i Middelfart.[kilde mangler]
Kabelværket: Virksomheden blev under navnet Nordisk Kabelfabrik grundlagt af ingeniør H.P. Prior, som 1. september 1891 oprettede en fabrik for elektriske kabler og ledninger i Store Kannikestræde 14 i København; men allerede i 1893 måtte virksomheden flyttes til større og mere tidssvarende lokaler i Ryesgade 105. De efterfølgende års stærke udvikling inden for den elektrotekniske industri og den deraf følgende forøgede efterspørgsel efter elektriske kabler og ledninger bevirkede imidlertid, at en ny udvidelse af kabelfabriken var nødvendig, men da pladsen i Ryesgade ikke tillod en sådan, besluttedes det i 1906 at bygge et kabelværk på en dertil erhvervet grund på La Cours Vej 7 på Frederiksberg, hvor der var gode muligheder for yderligere udvidelse. Det har derved været muligt, efterhånden som udviklingen krævede det, at udvide produktionsrammerne, og Kabelværket på Frederiksberg blev derfor et fuldt moderne anlæg, der kunne tilfredsstille de voksende krav, som udviklingen af elektroteknikken førte med sig. Fabrikken blev tegnet af Alexis J. Prior. På Kabelværkets grund lå selskabets administrationsbygning (opført 1938-39), hvor direktion og hovedkontor havde sine lokaler. Denne bygning findes stadig, mens selve fabriksanlægget blev revet ned i 1987.
Traadværket: Initiativet til oprettelsen af et trådværk udgik fra en kreds af mænd inden for handels-, industri- og bankverdenen, og da kabelfabrikken var storforbruger af kobbertråd, som måtte importeres fra udlandet, var det naturligt, at den nævnte kreds kom i forbindelse med ingeniør H.P. Prior. Resultatet af de førte forhandlinger blev, at Nordisk Kabelfabrik omdannedes til et aktieselskab under navn Nordiske Kabel- og Traadfabriker, og 15. april 1899 åbnedes driften af Traadværket i Middelfart. I begyndelsen fremstilledes kobbertråd, almindelig blank og galvaniseret jerntråd, pigtråd og søm, men efterhånden slog man også ind på andre fabrikationer, og i dag fremstiller fabrikken tråd og båndjern, søm, kramper, skruer, kæder, møbelfjedre, hesteskosøm etc. Fremstillingen af kobbertråd er senere overflyttet til Kabelværket.
Valseværket: I året 1907 overtog selskabet Frederiksværk Valseværk, som var blevet grundlagt omkring år 1800. Værket blev flyttet fra Frederiksværk til Sundby på Amager, hvor det efter genopbygningen blev sat i drift i januar 1909. Værket fremstillede halvfabrikata af metaller, såsom plader, rør, stænger og profiler.[kilde mangler]
Selskabet: Aktieselskabet Nordiske Kabel- og Traadfabriker stiftedes 21. februar 1898 ved overtagelse af den af ingeniør Prior grundlagte fabrik. Ingeniør H.P. Prior blev selskabets første administrerende direktør, og aktiekapitalen blev fastsat til 750.000 kr., men er senere udvidet, sidst i 1948 til 22.500.000 kr. Desuden er der i 1939 oprettet et holdingselskab, med en aktiekapital i 1950 på 16.500.000 kr., der under navnet Nordisk Industri Holding A/S arbejder i nøje tilknytning til selskabet.
Jerntraad-Spinderiet A/S i Varde, som A/S Nordiske Kabel- og Traadfabriker overtog i 1919, ejes nu af holdingselskabet.

## Administrerende direktører
- 1891 H.P. Prior
- 1926 Henry P. Lading
- 1951 Jørgen Knudtzon
- 1951 Hjalmer Kyrsting
- 1974 Reidar Klausen
- 1991 Gerhard Albrechtsen
- 2000 Tom Knutzen
- 2006 Thomas Hofman-Bang

- 2013 Michael Hedegaard Lyng
- 2019 Roland M. Andersen (interim)
- 2020 Alexander Kara
- 2023 Claes Westerlind

## Bestyrelsen
Bestyrelse pr. 31. dec 2019: Jens Peter Due Olsen (formand), René Svendsen-Tune (næstformand), Jens Maaløe, Karla Lindahl, Nebahat, Andreas Nauen, Stig Nissen Knudsen (medarbejdervalgt), Jack Ejlertsen (medarbejdervalgt) , Thomas Torp Hansen (medarbejdervalgt).
Bestyrelse i 1950:
Gesandt N.P. Arnstedt (f. 20. sept. 1882), fhv. borgmester Vilhelm Fischer (f. 15. aug. 1877), direktør Henry P. Lading (f. 1. maj 1881), formand, direktør Vilhelm Nielsen (f. 14. nov. 1869), direktør Bent Suenson (f. 27. okt. 1902) og direktør, generalkonsul Erik Thune (f. 2. okt. 1893).

## Ekstern henvisning
- Official site: NKT A/S

55°39′50.96″N 12°25′14.72″Ø / 55.6641556°N 12.4207556°Ø